# Roca de la Tormina
La Roca de la Tormina és una muntanya de 314 metres que es troba al municipi de Vandellòs i l'Hospitalet de l'Infant, a la comarca catalana del Baix Camp.